# Marie-Laure Pochon
Marie-Laure Pochon, née le 31 janvier 1959 à Tours, est une dirigeante d'entreprise française.

## Famille
Marie-Laure Doré est née le 31 janvier 1959 à Tours dans une famille dont le père est dirigeant d'entreprise. Elle en devient orpheline à 12 ans, à la suite d'un accident de voiture.
Marie-Laure Pochon est mère de deux enfants et veuve de son premier mari, mort dans une avalanche.

## Formation
Elle est ingénieure (97° promotion, diplômée en 1982) de l’ESPCI (aujourd'hui ESPCI ParisTech) et titulaire d'un MBA délivré par HEC.

## Carrière professionnelle
Elle entre chez le laboratoire pharmaceutique Merck en 1983 où elle exerce successivement les responsabilités de chef de produit Afrique, directrice de la planification et de la stratégie, directrice de la division Chibret et directrice marketing associée. De 1995 à 1999, elle est directrice chez Pfizer France, et membre du comité exécutif. En 1999, elle devient présidente-directrice générale de Schwarz Pharma.
Marie-Laure Pochon est nommée directrice générale de Lundbeck France en mars 2007. Elle est élue meilleure dirigeante du groupe en 2008. Elle y enchaîne jusque 2011 les fonctions de responsable Europe puis de responsable commerciale au niveau mondial, et fait partie du conseil d'administration du groupe.
En 2014, elle décide de reprendre Acteon, un groupe de sociétés de technologies médicales bordelais œuvrant à l'international dans la chirurgie à ultrasons et dans l'imagerie médicale numérisée, et proposé pour un rachat en LBO. Elle en devient PDG et signe un plan social avec les syndicats avant de viser un doublement du chiffre d'affaires en trois ans.
Janvier 2020, le Conseil d'Administration d'Acteon met fin à ses fonctions.
En octobre 2020, Marie-Laure Pochon rachète la société 3Disc, une entreprise américaine spécialisée dans les scanners bucco-dentaires.

## Distinctions
Nommée chevalier de l'ordre national de la Légion d'honneur en 2010, elle est promue officier au titre de « présidente-directrice générale d'une société de technologies médicales » le 31 décembre 2019.
Marie-Laure Pochon est lauréate du prix  « Décideur de l'année 2016 ».